# Амасивик
Амасивик (на гренландски Ammassivik, старо име Angmagssivik, Ангмагсивик, на датски: Sletten, Слетен) е село в Източна Гренландия. То е административен център на инспектората Източна Гренландия. Тук се намира и метеорологична станция, която дава данни за прогнозите в Западна Европа. Има развит лов и риболов. Население 74 жители към 2010 г.

## История
Основано е през 1894 г.
1. ↑  bank.stat.gl //   Посетен на 12 февруари 2020 г.